# Краснозобый дрозд
Краснозо́бый дрозд  (лат. Turdus ruficollis) — вид птиц семейства дроздовых (Turdidae). Подвидов не выделяют. Распространён в Азии.

## Описание
Краснозобый дрозд достигает длины 24—27 см и массы от 60 до 105 г; длина крыла 13,1—14,3 см; размах крыльев 40—45 см. Половой диморфизм слабо выражен. Окраска оперения взрослых самцов сверху тускло-бледно-серая, надбровная дуга, подглазничная область, подбородок, шея и нижняя часть груди тускло-рыжевато-каштанового цвета. Хвост тускло-серого цвета, крайние рулевые перья рыжие. Брюхо и бока беловатые с широкими неясными полосами; клюв тёмный, подклювье желтоватое; ноги красновато-коричневые. Самка похожа на самца, но более бледно-рыжая на лице и горле, горло с черноватыми полосами.

## Распространение
Юг Средней Сибири. Иногда в Западной Сибири и в Европе встречают залетных птиц.